# Sønderjyllands Højspændingsværk
Sønderjyllands Højspændingsværk blev stiftet som et andelsselskab i 1922 med henblik på at forsyne de genforenede sønderjyske landsdele med elektricitet. Det ophørte med at eksistere som selvstændigt selskab da det den 22. juni 2000 blev fusioneret  med de fem andre kraftværksselskaber i Jylland og på Fyn. Ved fusioneringen skiftede værket navn til Elsam Kraft A/S, Enstedværket. Siden 2006 er værket ejet af DONG Energy.

## Historie
Ved Genforeningen i 1920 bestod elektricitetsforsyningen i Sønderjylland af små jævnstrømsværker i de fire købstæder samt i enkelte stationsbyer. Desuden blev et område ved grænsen forsynet fra højspændingsværket i Flensborg. Allerede inden genforeningen begyndte man at overveje en elektricitetsforsyning af hele Sønderjylland, og der blev i første omgang stiftet fem forsyningsselskaber på andelsbasis. 
Den 14. november 1922 blev der afholdt stiftende generalforsamling i Sønderjyllands Højspændingsværk, der i første omgang kun fik tre af forsyningsselskaberne samt Aabenraa kommune som andelshavere. De øvrige forsyningsselskaber og købstadskommuner indtrådte dog efterhånden også i andelsselskabet. Allerede en måned efter stiftelsen begyndte man byggeriet af et højspændingsværk på havnen i Aabenraa. Værket var projekteret af Århus-firmaet Eriksen & Sardemann, som også stod for byggeriet, og blev tegnet af Aabenraa-arkitekten Jep Fink. Det kunne tages i brug den 24. oktober 1924 og blev officielt indviet af kong Christian 10. den 23. maj 1925. Værket havde fra begyndelsen to 2500 kW dampturbiner og producerede i året 1925 5,4 millioner kWh eller 5,4 GWh. 
Med tiden blev værket på Aabenraa havn udvidet flere gange. Efterhånden måtte man dog se sig om efter en anden placering, bl.a. på grund af store forureningsproblemer. I 1958 blev der bygget et nyt kraftværk ved Ensted syd for Aabenraa og i løbet af de følgende år blev det gamle værk i Aabenraa udfaset. Enstedværket blev udvidet med en blok 2 i 1969 og en blok 3 i 1979. Den sidste blok blev bygget i samarbejde med det tyske selskab Nordwestdeutsche Kraftwerke. 
Sønderjyllands Højspændingsværk havde fra begyndelsen et samarbejde med kraftværker syd for grænsen. Bl.a. af den grund kunne man sælge elektriciteten billigere, end det var muligt i resten af Danmark. Dette medførte at brugen af elektricitet i industrien, landbruget og i husholdningerne tidligt blev udbredt i Sønderjylland. I 1956 indgik Sønderjyllands Højspændingsværk i Elsam, et samarbejde mellem alle kraftværker i Jylland og på Fyn. I 2000 blev dette samarbejde til aktieselskabet Elsam A/S, og dermed forsvandt det gamle navn Sønderjyllands Højspændingsværk.